# نورثاپ هال
نورثاپ هال (به انگلیسی: Northop Hall) یک منطقهٔ مسکونی در بریتانیا است که در فلینتشر واقع شده‌است. نورثاپ هال ۱٬۵۳۰ نفر جمعیت دارد.